# 富士市立高等学校
富士市立高等学校（ふじしりつこうとうがっこう）は、静岡県富士市比奈に所在する市立の高等学校。
2011年度より、富士市立吉原商業高等学校を、改組・改称する形で開校した。

## 設置学科
- 総合探究科
- ビジネス探究科
- スポーツ探究科

## 沿革
- 1962年 - 吉原市立商業高等学校として開校。
- 1966年 - 市町村合併に伴い富士市立吉原商業高等学校と改称。
- 2011年 - 富士市立高等学校と改称。商業科を募集停止し、総合探究科・ビジネス探究科・スポーツ探究科を設置。

## 部活動
- 運動部 - 陸上、野球、サッカー、ゴルフ、テニス、バレーボール（女）、バスケットボール、柔道、剣道、弓道、水泳、卓球、チアリーダー
- 文化部 - 吹奏楽、ギター、ビジネス、商業情報、箏曲、茶華道、生活科学、書道、美術、報道、英語、地域活性研究、囲碁将棋、インターアクト

## 南稜祭
2013年から、6月と10月に行われることになった学園祭。6月の「文化の部」と10月の「体育の部」から構成される。富士市立名物の一つとされる。

## 著名な出身者
- 加藤初 - 元プロ野球選手
- 武藤潤一郎 - 元プロ野球選手、元湘南シーレックス投手コーチ
- 藤井聖 - プロ野球選手（東北楽天ゴールデンイーグルス）
- 高野進 - 東海大学陸上競技部監督
- 松澤海斗 - サッカー選手
- 早川一枝 - 元競泳選手、1964年東京オリンピック日本代表

## テレビ出演
- フジテレビ系連続ドラマ×映画『赤い糸』 - 2008年12月から放送され、生徒がエキストラとして参加をしていた。
- ケンタッキーフライドチキン (CM) - 2010年2月から。校舎・教室共に使われた。

## 吉商本舗
富士市立吉原商業高等学校時代の2004年7月に最初は部活動として富士市の吉原商店街に「吉商本舗」が開設された。富士市立高等学校ではビジネス部のチャレンジショップとなっていたが、新型コロナ禍の行動制限で2020年度には仕入れ後の大量ロスが発生するなど安定的な活動が困難になり、2021年度には1日も開店することができなかった。そのため2022年3月末で店舗営業を終了した。「吉商本舗」の屋号は残され、商品開発や訪問販売などの活動は継続する。